# Adolfo Merelles Caula
Adolfo Merelles Caula (Ourense, 2 de junho de 1843 – Madrid, 20 de fevereiro de 1911) foi um político espanhol.

## Biografia
Eleito deputado para Ourense nas Cortes Constituintes de 1869.  Nas eleições de 1871 e abril de 1872 foi eleito pelo distrito de Ribadavia, e repetiria esta nomeação por Ribadavia em várias ocasiões nos Tribunais da Restauração Bourbon. Foi senador pela província de Canárias na legislatura 1891–1893 e pela província de Ourense na legislatura de 1896–1898.
Durante os vários governos liberais, esteve nos cargos de diretor geral de obras públicas e administração e desenvolvimento, subsecretário do Interior (1886–1887) e no exterior (1894), e diretor geral da 2ª Seção do Supremo Tribunal - A Penal.

## Família
Adolfo Merelles Caula era filho de Domingo Antonio Merelles, também Deputado e Senador, e sua mãe Antonia Caula. Era o pai de Adolfo Merelles Martel, também deputado em Madrid.